# North Canadian
North Canadian (ang. North Canadian River) – rzeka w Stanach Zjednoczonych, w stanie Oklahoma, dopływ rzeki Canadian.
Rzeka powstaje z połączenia rzek Beaver i Wolf Creek, na terenie hrabstwa Woodward, na wysokości 595 m n.p.m.. Nazwa North Canadian bywa stosowana także w odniesieniu do rzeki Beaver, jak i jej źródłowego potoku Corrumpa Creek (źródło w Nowym Meksyku, w hrabstwie Union). Rzeka płynie w kierunku południowo-wschodnim i wschodnim. Uchodzi do sztucznego jeziora Eufaula, na rzece Canadian, około 180 m n.p.m.
Nad rzeką położona jest stolica stanu – Oklahoma City. Inne większe miasta nad rzeką to: Woodward, Watonga, El Reno, Yukon i Shawnee.
Długość rzeki (od źródeł Corrumpa Creek) wynosi około 1300 km, a powierzchnia dorzecza – około 37 000 km².